# Hôtel Jefferson
Pour les articles homonymes, voir Jefferson.
L'hôtel Jefferson (en anglais : The Jefferson Hotel) est un hôtel américain situé à Richmond, en Virginie. Installé dans un bâtiment inscrit au Virginia Landmarks Register depuis le 5 novembre 1968 et au Registre national des lieux historiques depuis le 4 juin 1969, cet établissement est membre des Historic Hotels of America et des Historic Hotels Worldwide depuis 1989.